# Жутоноги многобојац
Жутоноги многобојац (лат. Nymphalis xanthomelas) врста је лептира из породице шаренаца (лат. Nymphalidae).

## Опис
Вероватно је чешћи него што се верује, али су због велике сличности са многобојцем налази малобројни. Ноге и горњи палпи су светли, браон или жути. Горња страна крила има широку, нејасно ограничну црну ивицу. Налажен је дуж путева, потока и ливада у листопадним шумама. Ретка и локална врста присутна само у источној Европи.
Гусенице жутоногог многобојца имају грађу типичну за потпородицу Nymphalinae, којима је један од истакнутијих карактера присуство трноликих структура (сколуса) на интегументу. Младе гусенице воде грегаран начин живота. До трећег ларвеног ступња су скоро потпуно црне, а издваја се наранџаста латерална линија, као и наранџасти лажни екстремитети. Зреле гусенице задржавају црни интегумент, али је он посут белим тачкицама. Медиодорзална линија је двострука и жуте боје. Сколуси су изузетно дуги и носе веома кратке сете. На једној грани биљке хранитеље уочава се много гусеница, али је стопа преживљања дискутабилна, како је жутоноги многобојац у развојним стадијумима врло често домаћин паразитоида. Лутка је модро сива и прикачена за грану биљке хранитељке.

## Биљке хранитељке
Биљке хранитељке су биљке из рода врба (Salix  spp.); тополе (Populus spp.).